# Forcipomyia opilionivora
Forcipomyia opilionivora är en tvåvingeart som först beskrevs av Lane 1947.  Forcipomyia opilionivora ingår i släktet Forcipomyia och familjen svidknott. Inga underarter finns listade i Catalogue of Life.